# Aide Aste
Aide Aste, pseudonimo di Adelaide Aste (Lucca, 15 agosto 1927 – Terni, 21 settembre 2013), è stata un'attrice italiana.

## Biografia
Attrice caratterista, ha avuto una carriera lunga circa quarant'anni. È apparsa in Paura nella città dei morti viventi (1980) di Lucio Fulci e ha lavorato con Federico Fellini, partecipando a Prova d'orchestra (1978), nella parte della violinista.
È apparsa inoltre in diverse serie televisive di successo, quali Il maresciallo Rocca, Cotti e mangiati, ma soprattutto Un medico in famiglia (1998-2011), nella quale ha interpretato, dalla prima alla settima stagione, l'amica snob di Enrica, Maria Pia.

## Filmografia parziale

### Cinema
- La suora giovane, regia di Bruno Paolinelli (1964)
- Ray Master l'inafferrabile, regia di Vittorio Sala (1966)
- Prova d'orchestra, regia di Federico Fellini (1979)
- Paura nella città dei morti viventi, regia di Lucio Fulci (1980)
- Pierino medico della S.A.U.B., regia di Giuliano Carnimeo (1981)
- Odore di spigo, regia di Amasi Damiani (1988)
- Passaggio per il paradiso, regia di Antonio Baiocco (1998)
- Il nostro matrimonio è in crisi, regia di Antonio Albanese (2002)

### Televisione
- Un medico in famiglia (1998-2011)
- Ciao professore - serie televisiva (1999)
- Distretto di Polizia, regia Renato De Maria – serie TV, episodio 1x15 (2000)